# 稲吉紘実
稲吉 紘実（いなよし ひろみ、1956年（昭和31年） - ）は、日本のCIデザイナー。ブランディングデザイナー、グラフィックデザイナー、アートディレクター、クリエイティブ・ディレクター、ソーシャルデザイナー、芸術家、絵本作家、児童文学作家、教授、音楽監督。

## 主な活動
グラフィックデザイン、特にマーク・ロゴを中心とした企業、団体のコーポレートアイデンティティ（Corporate Identity,CI）デザインを1980年代後半から、個人のパーソナルマーク-PI（Personal Identity）デザインも1990年代後半から行う。
- 1988年（昭和63年） -マーク＆ロゴデザインでADC年鑑 1988[1]東京ADC賞を受賞。
- 1989年 - CIデザインで日本タイポグラフィ年鑑 1989[2]タイポグラフィ大賞を受賞。
- 1990年（平成2年） - 東京で「稲吉紘実とフォロン展」（Creation Gallery G8）と稲吉デザイン展が同時開催。
- 1991年（平成3年） - 日本ディスプレイ・商環境デザイン'91優秀賞を受賞。[3]
- 1993年（平成5年） -「New DECOMAS-デザインコンシャス企業の創造」[4]の中で、著名なCIデザイナーの1人として紹介される。
- 1994年（平成6年） -「現代ポスター競作展 LIFE 21vs.21」に亀倉雄策に指名され出展。
- 1995年（平成7年） - すみだトリフォニーホールのCI-シンボルマークのデザイン等を行う[5]。
- 1996年（平成8年） - 東京で第1回新世代CI展「ユウ北川（ 稲吉紘実 ）VS 太田岳」（Creation Gallery G8）[6]が開催。
- 1996年（平成8年） - 佐賀県広域市町村圏（16市町村）、公益社団法人日本フィランソロピー協会他のCI-シンボルマークのデザイン等を行う。[7]
- 1997年（平成9年） - 第76回ニューヨークADC年鑑（The 76 th Art Directors Annual）[8]アドバタイジングポスター部門で2つの金賞を受賞。
- 1998年（平成10年） - 社会貢献によるCIデザインで日本タイポグラフィ年鑑 1998[9]タイポグラフィ特別賞を受賞。
- 1999年（平成11年） - バングラデシュ人民共和国 フマユン・R・チョウドリー国会議長の依頼で、同国ナショナルアイデンティティ（Nasional Identity, NI）デザインの一環として、シレット市他のシンボルマークのデザインを行う。
- 2000年（平成12年） - 第79回ニューヨークADC年鑑（The Art Directors Annual No 79) [10]アドバタイジングポスター部門でMERIT賞を受賞。
- 2000年（平成12年） - ルイス・I・カーンのダッカ首都計画に基づき、同国セントラルモスク建築の総合プロデュースを行う。[11][12]
- 2001年（平成13年） - 第80回ニューヨークADC年鑑（The Art Directors Annual 80)[13]グラフィックデザインポスター部門で特別優秀賞を受賞。
- 2002年（平成14年） - 国際連合アジア太平洋経済社会委員会で「フィランソロピーシンボリック（博愛の象徴）-稲吉紘実のグラフィックアートポスター展」が開催される。
- 2003年（平成15年） - タイ王国国王陛下生誕75周年記念「稲吉紘実・チャリティーグラフィックアートエキシビション」がプラザアテネバンコクで開催、タイ王国国王のパーソナルマークのデザインを行い[14]、展覧する。
- 2005年（平成17年） - 韓国で「稲吉紘実-グラフィックの真髄展」[15]が開催。
- 2005年（平成17年） - コンケラーデザインコンテスト2005 日本&韓国の審査委員長を務め、同コンテストの総合デザインを行う。
- 2007年（平成19年） - コンケラーデザインコンテスト2007 日本 韓国 台湾の審査委員長を務め、同コンテストの総合デザインを行う。
- 2009年（平成21年） - 宮島大聖院で「マークが光の織物になる。光峯（龍村光峯）と稲吉紘実の芸術展[16]」が開催される。
- 2010年（平成22年） - ムハマド・ユヌスのパーソナルマークのデザインを行う。
- 2010年（平成22年） - コンケラーCIデザインコンテスト2010バングラデシュ[17]を開催し、審査委員長を務める。同コンテストの総合プロデュースを行う。
- 2010年（平成22年） - コンケラーCIデザインコンテスト2010バングラデシュ＆稲吉紘実展が開催され、ムハマド・ユヌスのパーソナルマークを発表する。[17]
- 2010年（平成22年） - 第11回ノーベル平和賞受賞者世界サミット関連事業「1111、ピースフルチャリティーセッション 」を主催し、ピアニストの小曽根真、神野三鈴、時任千佳による『絵のない絵本 この星が絵でうめつくされたら』他の朗読とピアノ演奏のプロデュースを行う。
- 2010年（平成22年） - 第11回ノーベル平和賞受賞者世界サミットにおいて、「絵のない絵本の展覧会2010-2020 」が開催され、プロデュースを行う。
- 2010年（平成22年） - ダライ・ラマ法王のパーソナルマークのデザインを行う。
- 2010年（平成22年） - 宮島大聖院で「マークが千年の芸術になる。稲吉紘実と戸沢忠蔵の芸術展」[18]が開催され、ダライ・ラマ法王のパーソナルマークを展覧する。
- 2011年（平成23年） - 広島市指定重要文化財・遺構（被爆建物）旧日本銀行広島支店において、東日本大震災 福島第一原発事故 復興を願う「絵のない絵本の展覧会2010-2020と世界一大きな絵2012展 」が開催され、プロデュースを行う。
- 2011年（平成23年） - ムハマド・ユヌスを招き、7月20日に東京の国際連合大学で、特定非営利活動法人「アース・アイデンティティー・プロジェクツ」（理事長：稲吉紘実 ）創立20周年記念事業を開催し、「芸術のミレニアム」の宣言を行う。
- 2012年（平成24年） - 日比谷公会堂で、特定非営利活動法人アース・アイデンティティー・プロジェクツ主催：東日本大震災と福島第一原発事故からの復興支援・各国 大使館 チャリティー バザー「3.9 サンキュー -世界一大きな絵2012展とチャリティーコンサート」を開催し、プロデュースを行う。
- 2012年（平成24年） - 3月11日に「東日本大震災1周年記念シンポジウム-震災復興とソーシャルビジネス」を仙台で開催、基調講演「デザイン・芸術によるソーシャルビジネス」を行う。
- 2012年（平成24年） -  7月23日に、稲吉紘実 作『絵のない絵本 この星が絵でうめつくされたら』 朗読と音楽CD付」出版記念チャリティーコンサートを昭和女子大学人見記念講堂で開催し、ムハマド・ユヌスが英語版の朗読を行う。
- 2012年（平成24年） - ムハマド・ユヌスが認定する、ユヌスソーシャルビジネスマークのデザインを行う。
- 2013年（平成25年）-  10月11日に、ポーランド共和国ワルシャワ市の大統領官邸で、世界一大きな絵2016-2020 in ポーランドが開催され、プロデュースを行う。
- 2013年（平成25年）- 10月15日から10月17日に、ポーランド共和国ウッチ市にて開催されたジャパンデーズ in ウッチ市[19]に招聘され、ポーランド国立ストゥシェミンスキー美術大学で基調講演を行う。
- 2013年（平成25年）- カリプベク・クユコフを招き、11月18日から 11月21日に、東京、広島、長崎で、絵のない絵本プロジェクトとアトムプロジェクト（カザフスタンにおける大統領直轄プロジェクト）のコラボとして稲吉紘実＆カリプベク・クユコフ展を開催、プロデュース。
- 2013年（平成25年）-  12月4日に、サウジアラビア王国アルウラ古代遺跡・世界遺産マダイン・サーレハにて世界界一大きな絵 2016-2020 in サウジアラビアが開催し、プロデュースを行う。
- 2013年（平成25年）- 12月20日に、ポーランド共和国ファッションデザインセンター（Centrum Promoji Mody）のCI-シンボルマークのデザインを行う。
- 2014年（平成26年）- ポーランド共和国において、ポーランド国立ストゥシェミンスキー美術大学 CIデザイン&ソーシャルデザインコンテスト2014-2015を主宰、審査委員長を務める。
- 2015年（平成27年）- ポーランド国立ストゥシェミンスキー美術大学（Strzemiński Academy of Art Łódź）教授に就任。
- 2016年（平成28年）- ポーランド共和国において、「アジア共同体における芸術」[20]をテーマとし、ポーランド国立ストゥシェミンスキー美術大学 CIデザイン&ソーシャルデザインコンテスト2016-2017を行う。
- 2017年（平成29年）- ムハマド・ユヌスを招き、3月26日に東京の国際連合大学で、特定非営利活動法人「アース・アイデンティティー・プロジェクツ」創立27周年記念事業「3つの社会問題がゼロになる日」[21]を開催する。
- 2018年（平成30年）- ベラルーシ共和国において、『絵のない絵本 この星が絵でうめつくされたら』ロシア語訳[22]が出版される。
- 2019年（令和元年）- ローマ教皇来日記念 ジョー・オダネル写真展「戦争がもたらすもの」（主催：上智大学／特定非営利活動法人アース・アイデンティティー・プロジェクツ）を開催[23]、ローマ教皇が同展覧会を来訪[24]する。
- 2023年（令和5年）-7月9日に世界遺産 仁和寺 第51世 瀬川大秀門跡、ムハマド・ユヌスを招き、「稲吉紘実のデザインと芸術40年の軌跡。株式会社ロメロ設立CI発表記念祝賀ウクライナ難民支援コンサート」をサントリーホールで開催、松永貴志、熊谷真実、鈴木慶江が出演、音楽監督を行う。[25]
- 2024年（令和6年）- 稲吉紘実 作品集「HIROMI INAYOSHI CI DESIGN」Vol.1が、稲吉紘実のデザインと芸術40年周年を記念して刊行される。[26]
- 2024年（令和6年）-「HIROMI INAYOSHI CI DESIGN」Vol.1のWebサイトが9.11に公開される。[27]

## 作品
- 『絵のない絵本 この星が絵でうめつくされたら』フレーベル館 2009年 ISBN 978-4577037751
- 『絵のない絵本 この星が絵でうめつくされたら』フレーベル館 2012年7月23日 朗読（時任三郎）と音楽（小曽根真）CD付として新たに出版。
- 『絵のない絵本 おおごまだらになりたい』 フレーベル館 2013年3月11日 朗読（神野三鈴）と音楽（小曽根真））CD付」ISBN 978-4-577-04088-1
- 稲吉紘実作品集『HIROMI INAYOSHI CI DESIGN』Vol.1 2024年